# 潘切沃城际火车站
潘切沃城际火车站属于贝尔格莱德铁路枢纽，是贝尔格莱德中央站-弗尔沙茨火车站的沿线车站，位于潘切沃市。车站沿铁路通往潘切沃-沃伊洛维察火车站、潘切沃火车总站，以及巴纳特新村三个方向。潘切沃城际火车站有5条轨道。

## 相册

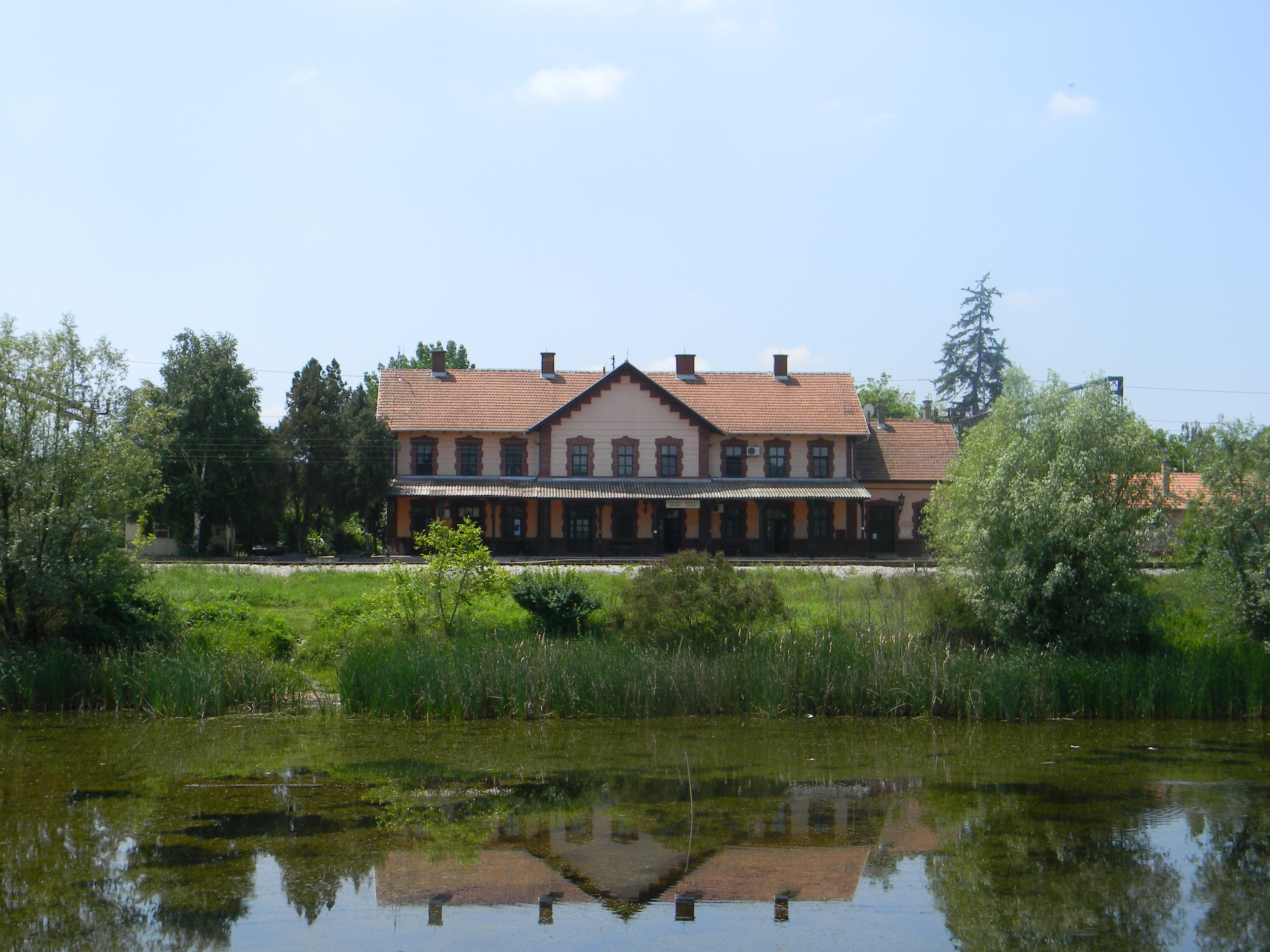
潘切沃城际火车站